# Phyllodes
Phyllodes is een geslacht van vlinders uit de familie van de spinneruilen (Erebidae). Het geslacht werd opgericht in 1832 door Jean Baptiste Boisduval.

## Soorten
- Phyllodes consobrina Westwood, 1848
- Phyllodes conspicillator Cramer, [1777]
- Phyllodes eyndhovii Vollenhoven, 1858
- Phyllodes gynnis Prout, 1928
- Phyllodes imperialis Druce, 1888
- Phyllodes inferna Swinhoe, 1902
- Phyllodes maligera Butler, 1883
- Phyllodes porphyrea Turner, 1904
- Phyllodes staudingeri Semper, 1901
- Phyllodes verhuelli Vollenhoven, 1858